# Nambol
Nambol là một thành phố và là nơi đặt hội đồng đô thị (municipal council) của quận Bishnupur & Imphal West thuộc bang Manipur, Ấn Độ.

## Nhân khẩu
Theo điều tra dân số năm 2001 của Ấn Độ, Nambol có dân số 18.117 người. Phái nam chiếm 50% tổng số dân và phái nữ chiếm 50%. Nambol có tỷ lệ 68% biết đọc biết viết, cao hơn tỷ lệ trung bình toàn quốc là 59,5%: tỷ lệ cho phái nam là 76%, và tỷ lệ cho phái nữ là 59%. Tại Nambol, 13% dân số nhỏ hơn 6 tuổi.